# 18907 Kevinclaytor
18907 Kevinclaytor (2000 OW20) là một tiểu hành tinh vành đai chính được phát hiện ngày 31 tháng 7 năm 2000 bởi nhóm nghiên cứu tiểu hành tinh gần Trái Đất phòng thí nghiệm Lincoln ở Socorro.